# Vida média
O tempo de vida de um átomo de um radioisótopo não é o mesmo que o tempo de vida de outro átomo do mesmo radioisótopo. Por isso define-se como vida-média de um radioisótopo, a média aritmética do tempo de vida de todos os átomos de uma determinada massa deste isótopo. Como consequência, a vida-media é o tempo médio que um isótopo instável leva para decair ou desintegrar.
Não confundir com meia-vida, que é o tempo necessário para que caia pela metade, por desintegração, uma determinada massa de um radioisótopo.
Como a probabilidade de um átomo sofrer desintegração é proporcional à quantidade total de átomos que restam, os átomos demoram mais tempo para desintegrar a medida que diminui o número de átomos residuais. Como consequência, o período de tempo da vida-média é superior a da meia-vida. A meia-vida do carbono-14 é de aproximadamente 5.730 anos enquanto que a sua vida-média é de aproximadamente 8.200 anos.
O cálculo da vida média a partir da meia-vida pode ser dado pela seguinte equação:
{\displaystyle P=V_{m}.ln{2}}
Onde:
{\displaystyle P} = Meia Vida
{\displaystyle V_{m}} = Vida Média
{\displaystyle ln{2}} = Logaritmo natural de base e de 2 = 0,693